# 오부세정
오부세정(일본어: 小布施町 오부세마치[*])은 일본 나가노현 북부에 있는 가미타카이군의 정이다. 가쓰시카 호쿠사이를 포함해 역사적 유산을 살린 마을 만들기로 인기를 끌어 지금은 기타시나노 지역 유수의 관광지로 인지도도 높아지고 있다.

## 인접하는 자치체
- 나가노시, 스자카시, 나카노시, 다카야마촌

## 역사
- 에도 막부 말기에 호상 다카이 고잔이 부른 가쓰시카 호쿠사이와 사쿠마 쇼잔, 고바야시 잇사 등 당시의 일류 문인과의 교류의 땅이 되었다.
- 1889년 4월 1일 - 오부세촌·후쿠하라촌·오시마촌·산노지마촌·이다촌·기타오카촌·오시하촌이 합병해 오부세촌이 되었다. 쓰스미촌·나카마쓰촌·가리다촌이 합병해 쓰스미촌이 되었다.
- 1954년 2월 1일 - 오부세촌이 정으로 승격하였다.
- 1954년 11월 1일 - 오부세정과 쓰스미촌이 합병해 현재의 오부세정이 되었다.

## 인구
| 연도 | 인구   | ±%     |
| ---- | ------ | ------ |
| 1940 | 8,301  | —      |
| 1950 | 10,817 | +30.3% |
| 1960 | 10,098 | −6.6%  |
| 1970 | 9,625  | −4.7%  |
| 1980 | 11,205 | +16.4% |
| 1990 | 11,568 | +3.2%  |
| 2000 | 11,460 | −0.9%  |
| 2010 | 11,074 | −3.4%  |

## 교통

### 철도
- 나가노 전철 나가노선

### 도로
- 조신에쓰 자동차도
- 국도 18호선
- 국도 403호선